# (2016) Heinemann
(2016) Heinemann (1938 SE) – planetoida z pasa głównego asteroid okrążająca Słońce w ciągu 5,54 lat w średniej odległości 3,13 au. Odkryta 18 września 1938 roku.